# Dicranum strictisetum
Dicranum strictisetum är en bladmossart som beskrevs av C. Müller 1900. Dicranum strictisetum ingår i släktet kvastmossor, och familjen Dicranaceae. Inga underarter finns listade i Catalogue of Life.